# Kerk van Mirns
De kerk van Mirns is een niet meer bestaande kerk in het Friese dorp Mirns, die omstreeks het midden van de 18e eeuw werd afgebroken.

## Beschrijving
De oude kerk van Mirns werd in 1728 getekend door een onbekende tekenaar. Op deze prent is een vrij van de kerk staande klokkenstoel met schilddak afgebeeld. Halverwege de 18e eeuw werd de kerk afgebroken. Bachienne vermeldde in 1791: "Mirns is thans geen Kerkdorp, maar eer als een Buurt aantemerken: zijnde de Kerk voor lang reeds afgebroken, en niets meer daar van te zien, dan 't Kerkhof".

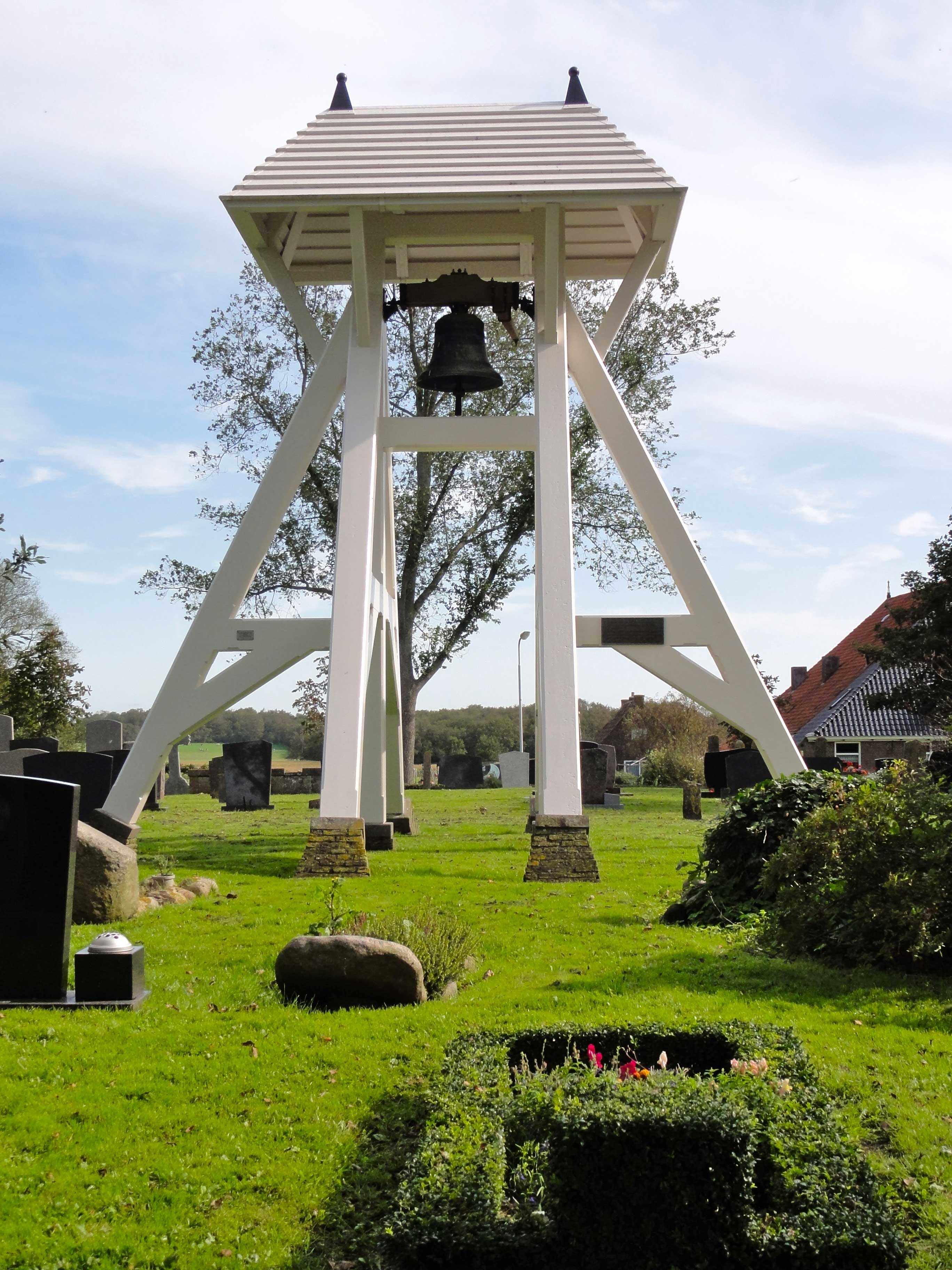
Klokkenstoel op de begraafplaats van Mirns

De klokkenstoel werd niet afgebroken, maar bleef bewaard op het kerkhof van Mirns. Deze klokkenstoel werd in de Tweede Wereldoorlog door een neerstortend vliegtuig verwoest. In 1953 werd de klokkenstoel herbouwd, wat lager en breder dan zijn voorganger, maar eveneens met een schilddak. Vanaf dat jaar fungeert de klokkenstoel tevens als oorlogsmonument. De klokkenstoel is erkend als een rijksmonument.
Rond de klokkenstoel is een begraafplaats gesitueerd, die nog altijd in gebruik is. Vanaf de begraafplaats is het IJsselmeer te zien, daar er in dit deel van Gaasterland geen dijk is gelegen vanwege de hoge ligging.